# Универзитет у Гранади
Универзитет у Гранади (шп. Universidad de Granada) је јавни универзитет у Гранади у јужној Шпанији који је 1531. године основао Карло V Хабзбуршки и I од Шпаније. Четврти је највећи универзитет у земљи и уз 5 кампуса у Гранади има и два измештена кампуса у северноафричким шпанским енклавама Сеута и Мелиља. У 2012/2013 академској години универзитет је похађало и 2.000 ERASMUS студената чинећи га најпопуларнијом дестинацијом у оквиру овог програма у читавој Европи. Један је најпрестижнијих универзитета у Шпанији нарочито познат по школи савремених језика коју сваке године похађају хиљаду домаћих и страних студената. Вероватно најславнији бивши студент универзитета је шпански песник и драматург Федерико Гарсија Лорка, док се међу осталима истичу Николас Салмерон (председник Прве шпанске републике) и Нисето Алкала Замора (председник Друге шпанске републике).

## Структура и факултети
Факултети и школе Универзитета у Гранади налазе се у 5 кампуса, који се налазе у различитим деловима града.
- Школа архитектонског инжењерства
- Школа архитектуре
- Школа грађевинарства
- Школа информационих технологија и телекомукација
- Факултет примењених уметности
- Факултет наука
- Факултет спортских наука
- Факултет економије и бизниса
- Педагошки факултет
- Факултет политичких наука и социологије
- Факултет здравствених наука
- Факултет организационих наука
- Факултет комуникације и документације
- Правни факултет
- Фармацеутски факултет
- Факултет филозофије и хуманистике
- Медицински факултет
- Стоматолошки факултет
- Факултет психологије
- Факултет социјалног рада
- Факултет превођења и тумачења